# Luxgatan

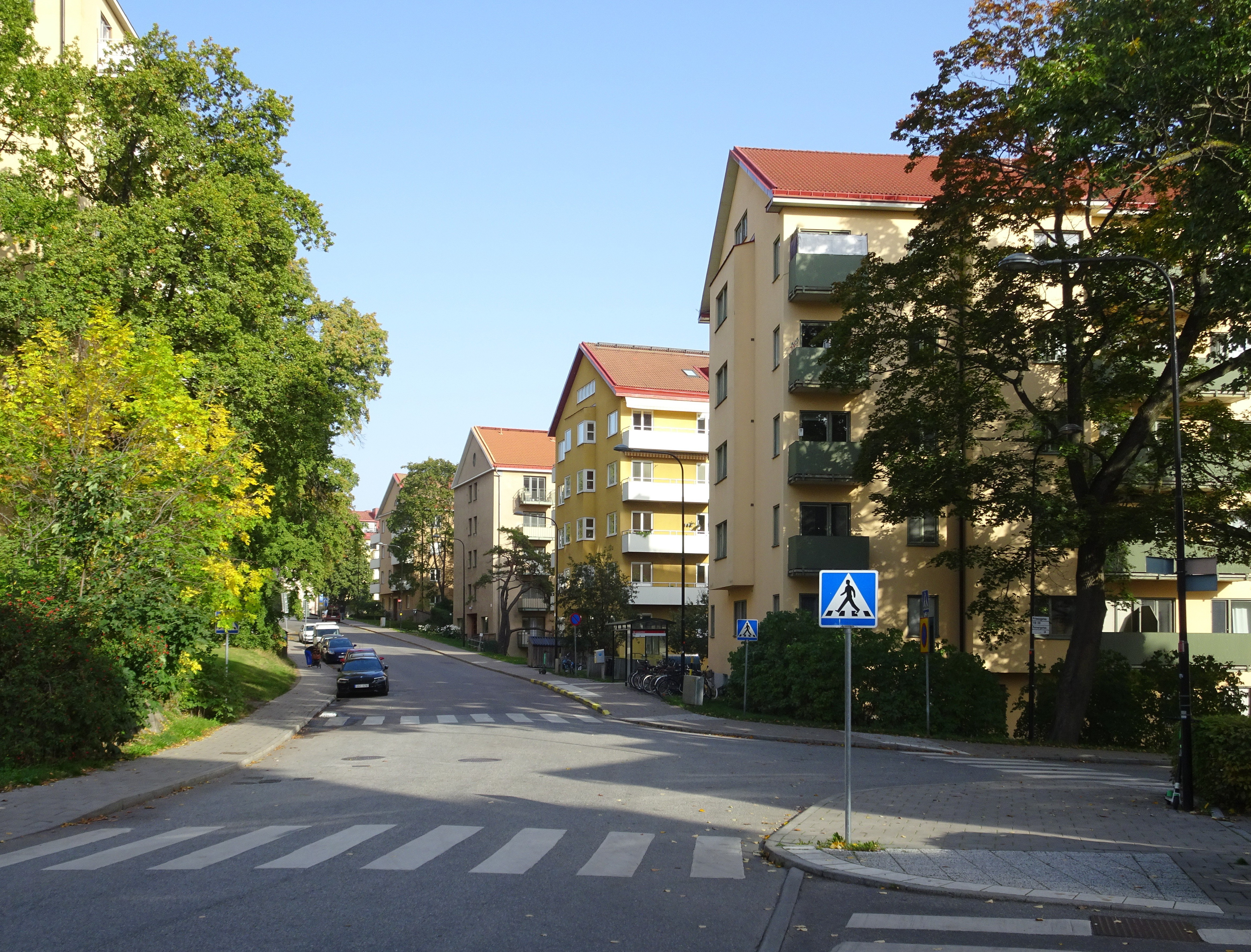
Luxgatan österut vid Primusgatan, 2020.

Luxgatan ligger på Lilla Essingen i Stockholm. Gatan fick sitt nuvarande namn 1931 och är uppkallad efter AB Lux (sedermera Electrolux) som hade sina fabriker på sydöstra delen av Lilla Essingen. Lux är latin och betyder ”ljus”.

## Historik

### Allmänt

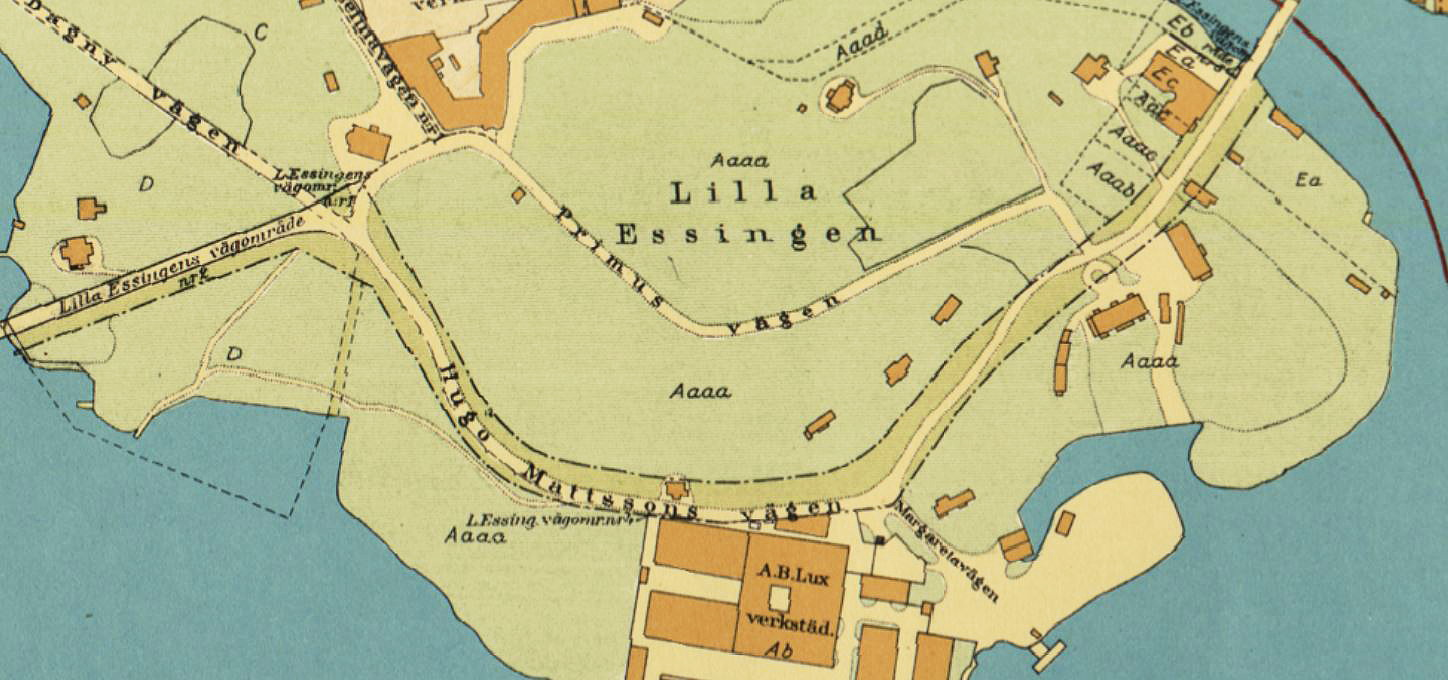
Huvudvägar på Lilla Essingen, 1930.

Luxgatans föregångare var Hugo Mattsons vägen. Hugo Mattsson var grosshandlare och ägde under slutet av 1800-talet stora delar av Lilla Essingen. Efter hans död 1904 såldes marken av hans arvingar. Både han och hans döttrar Dagny och Josefina fick vägar uppkallade efter sig. Hugo Mattssons vägen anslöts i väster till Stora Essingebron och i öster till Lilla Essingebron och blev öns huvudgata.
År 1931 fastställdes stadsplanen för Lilla Essingens centrala delar, där ett nytt bostadsområde kom att byggas mellan 1930 och 1940. Hugo Mattsons vägen försvann och ersattes av Luxgatan som fick ungefär samma sträckning. I och med bygget av Mariebergsbron förlorade Luxgatan sin funktion som huvudgata, den rollen övertogs istället av Essinge brogata. 

### Bebyggelse

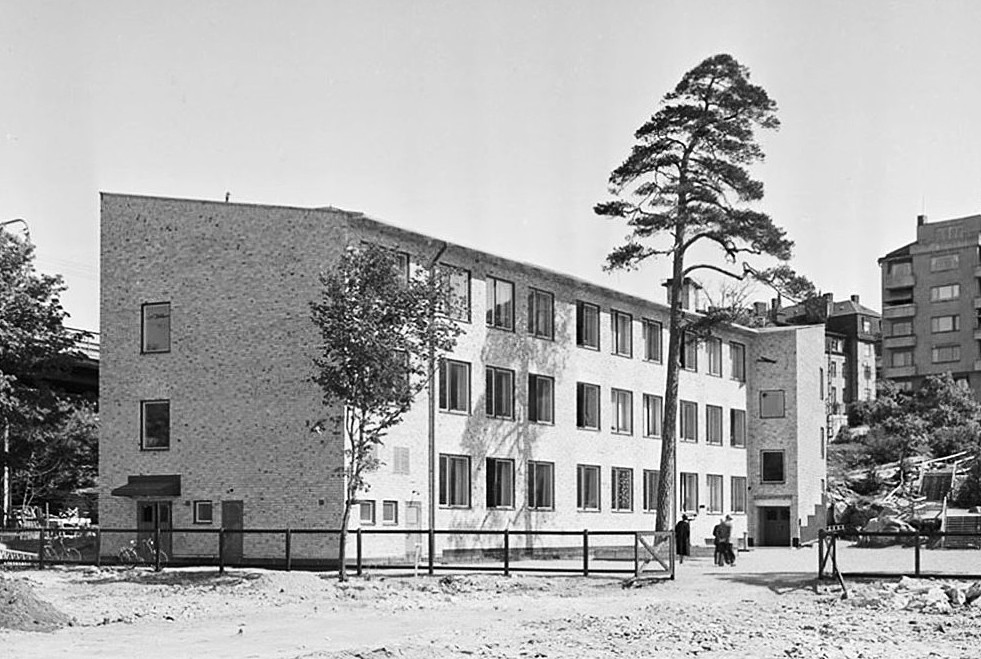
Lilla Essingens folkskola etapp 1, 1952.

Öns äldsta bevarade flerfamiljshus är det så kallade Föreningshuset som uppfördes 1910 vid dåvarande Hugo Mattsson vägen intill gamla bron till Kungsholmen. Bebyggelsen längs med Luxgatans norra sida tillkom på 1930-talet, bland arkitekterna märks Ernst Grönvall, Birger Borgström och Joel Lundeqvist. Luxgatans sydöstra del domineras av sex punkthus i fem våningar och uppförda mellan 1932 och 1937.
Vid Luxgatan 26 anlades under andra världskriget ett civilt skyddsrum, kallad Bergrum Luxgatan, som kunde ge skydd åt upp till 1000 personer. Idag har en däckfirma sina lokaler här. 
Lilla Essingens folkskola vid dåvarande Luxgatan 23 / Essinge brogata 33, intill Stora Essingebron norra brofäste, började planeras 1951 efter ritningar av arkitekt Gösta Nordin. Skolans första etapp invigdes 1952. Ytterligare en etapp stod klar våren 1953. Planerna på aula och gymnastikhall blev dock inte av. Ett bollplan anlades dock framför skolan. När skolan lades ner 1963 blev det Seminariet för Huslig utbildning i Stockholm. På 1970-talet övertog Electrolux byggnaden som revs 2000 när det nya bostadsområdet började byggas.
Bebyggelsen söder om Luxgaten utgjordes fram till 1999 av Electrolux fabriksanläggning. Det mesta revs 2000 och nya bostadskvarter uppfördes där mellan 2003 och 2006. Några kulturhistoriskt värdefulla hus från den gamla industriepoken sparades, bland annat ”Vita villan” i hörnet Luxgatan / Primusgatan som var AB Lux kontor, uppfört 1906 efter ritningar av arkitekt Sigge Cronstedt. Fastigheten är Q-märkt i detaljplanen.

### Bilder

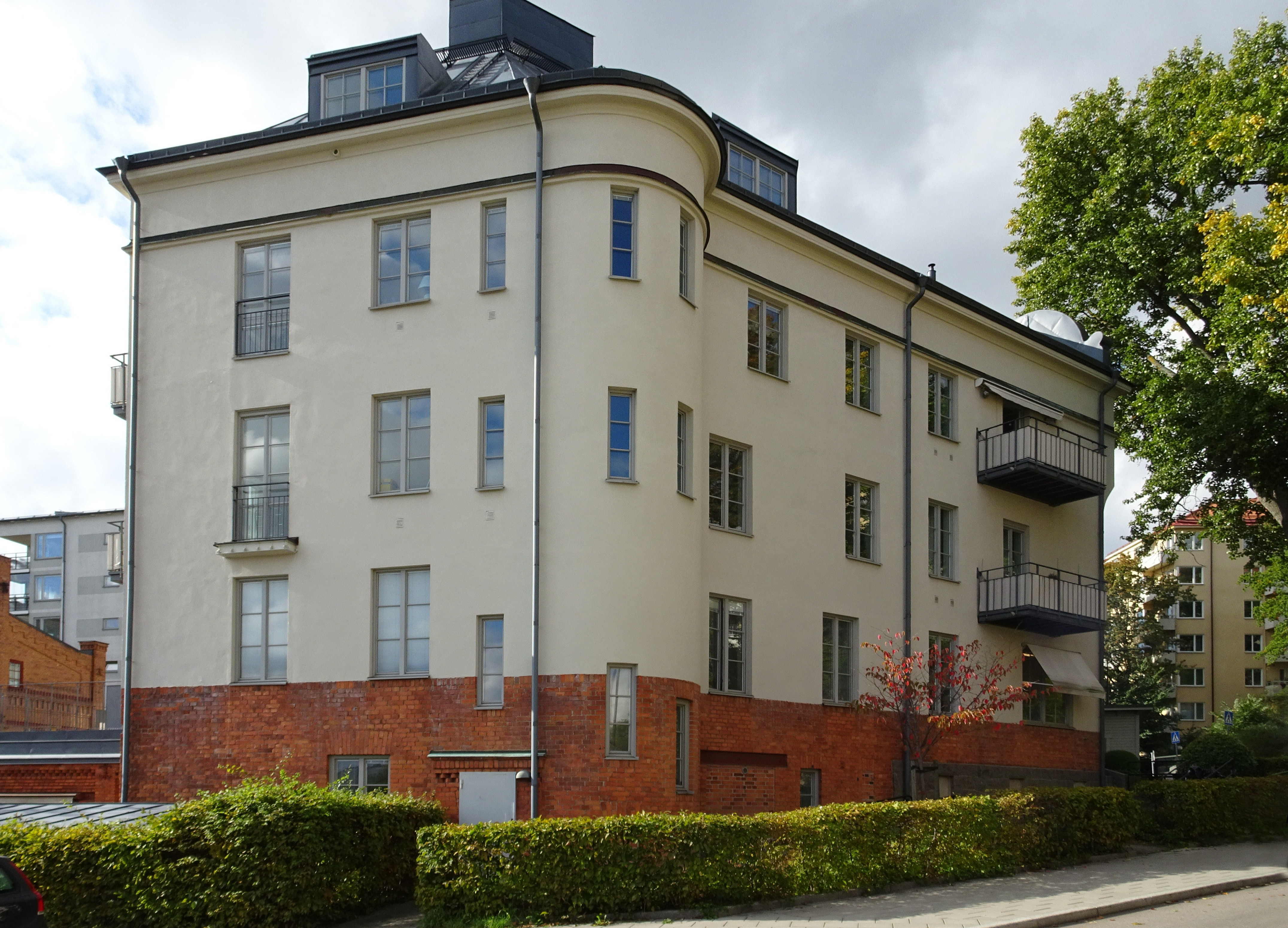
Luxgatan 15, "Vita villan", arkitekt Sigge Cronstedt.
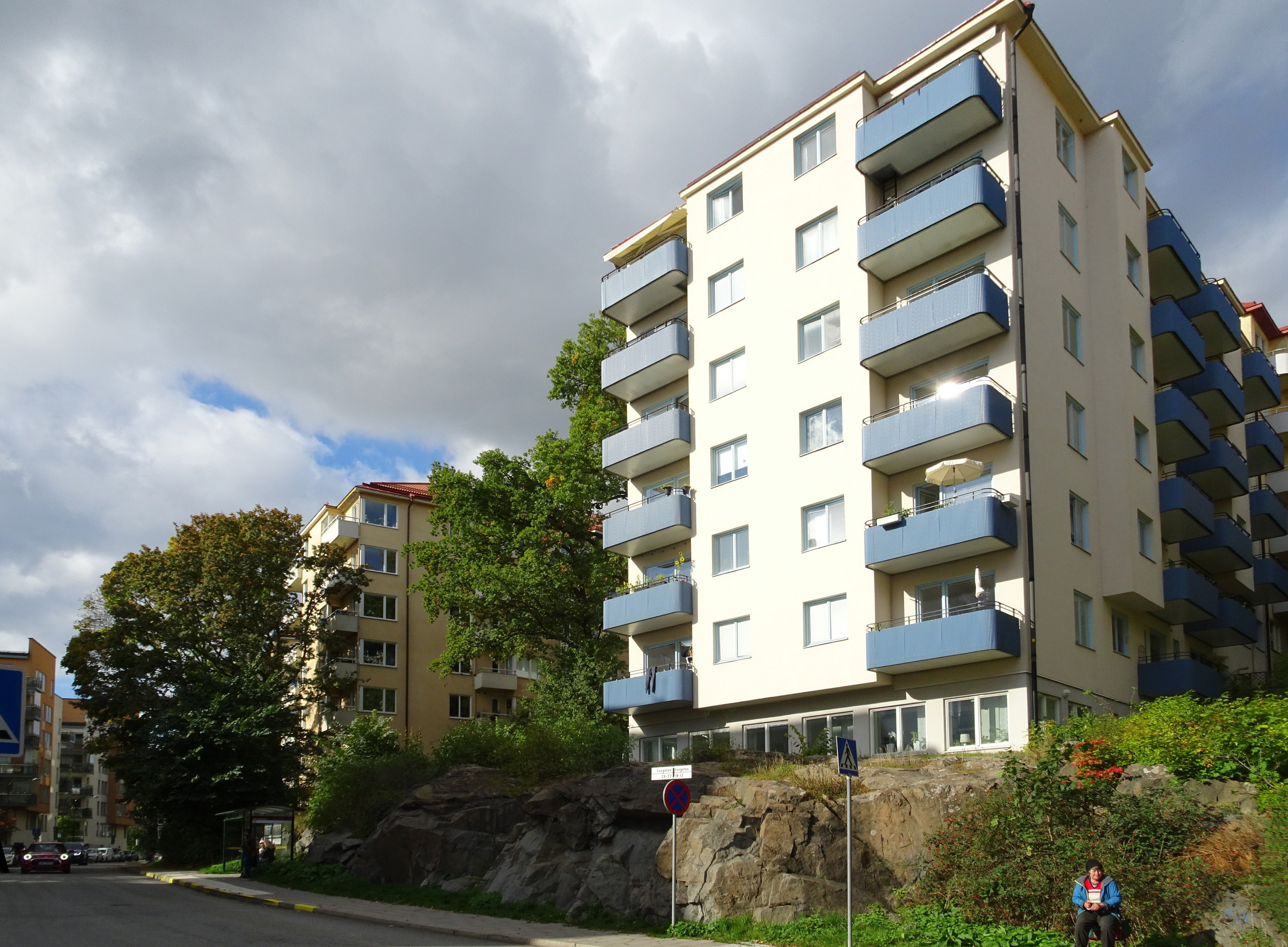
Luxgatan 22, arkitekt Ernst Grönvall.
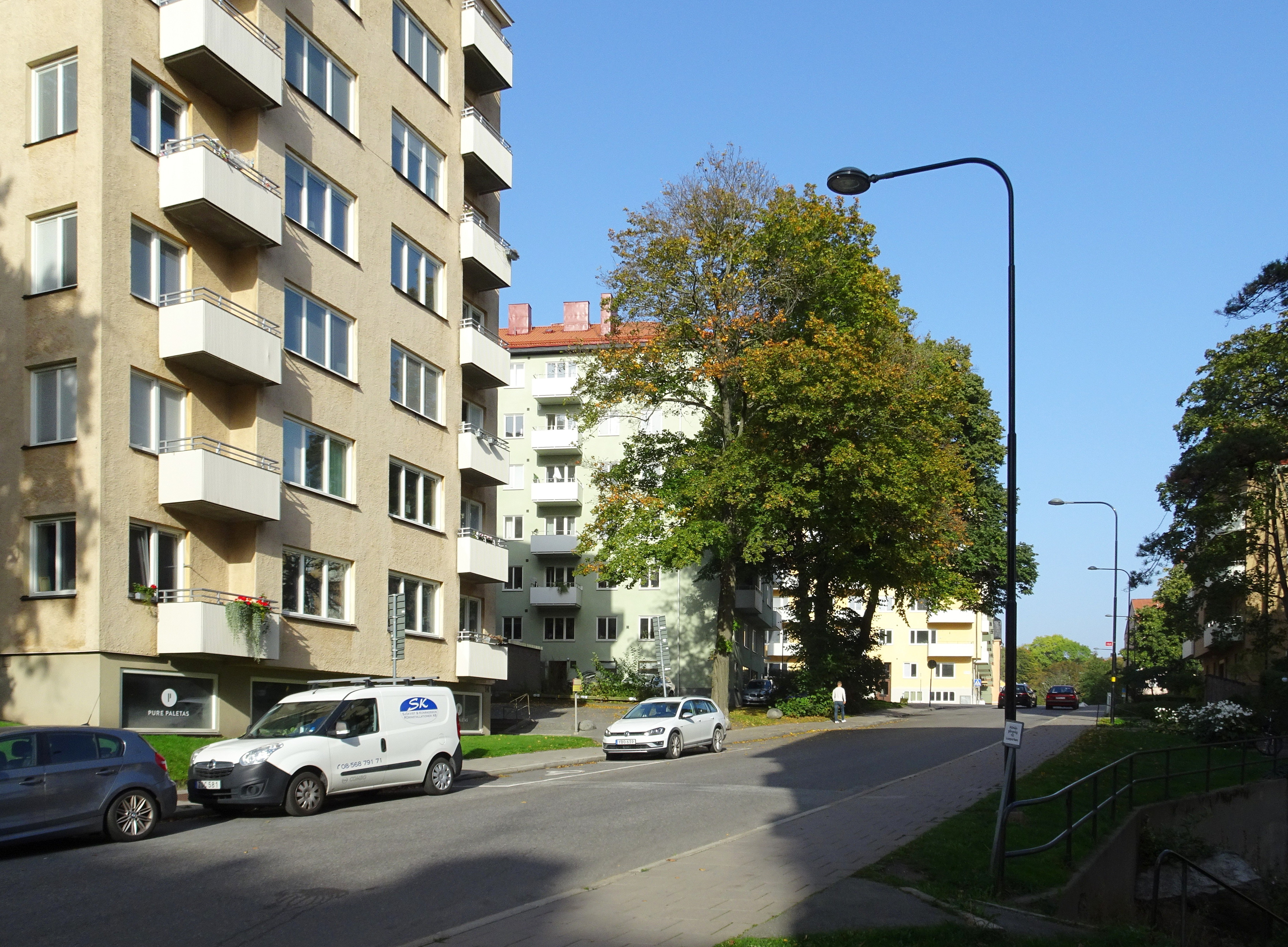
Luxgatan 14-16 arkitekt och byggmästare V. Carlé.
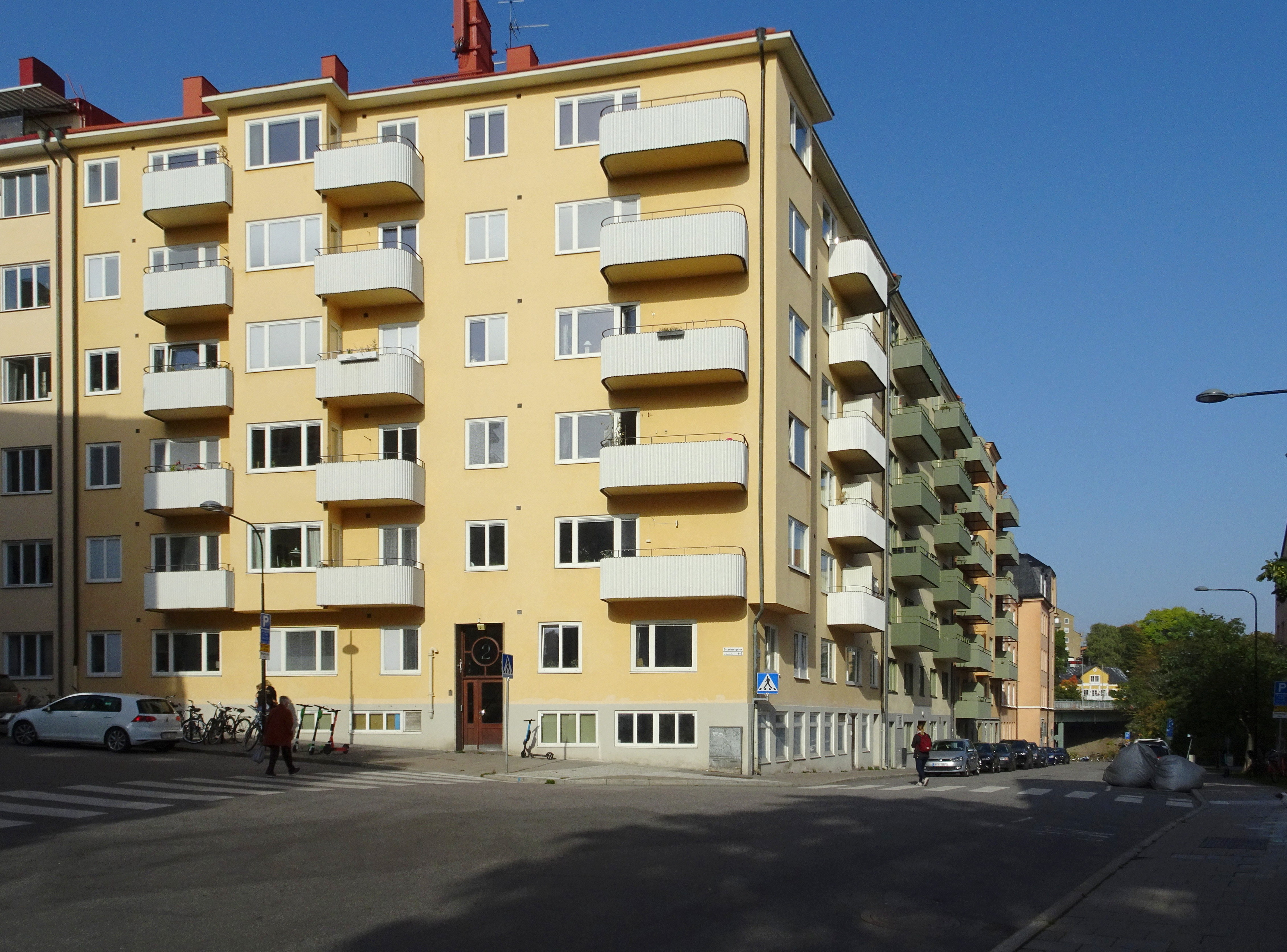
Luxgatan 10, arkitekt Ture Sellman.